# نبريشة
نبريشة ليبريخا (بالإسبانية: Lebrija)‏ هي مدينة من مدن إسبانيا تقع في مقاطعة إشبيلية بمنطقة أندلوسيا. يبلغ عدد سكانها 26,783 نسمة وذلك حسب إحصائيات سنة 2010. يبلغ ارتفاع المدينة عن سطح البحر قرابة 37 متر. تبلغ مساحتها 372 كم².

## تاريخ
تواجد الإنسان في المنطقة منذ العصر البرونزي، لكن تأسيس ليبريخا ، ربما لم يحدث حتى وصول الفينيقيين ، الذين أطلقوا عليها اسم لبريبتزا Lepriptza ، وثم إعادة تسميتها نبريسا Nebrissa ، خلال العصر التارتاسي.
في الأصل ، كانت المنطقة عبارة عن ميناء على شواطئ بحيرة لاغوستينوس (باللاتينية: Lacus Ligustinus) ، وهي بحيرة داخلية كبيرة كانت محاطة بنهر الوادي الكبير وروافده. البحيرة امتلات في وقت لاحق بالرواسب ، وتدريجيا تحول الموقع إلى أراضي منخفضة و مستنقعات، التي تسمى بالإسبانية، لاس ماريسماس.
كان الذي بنى وحصن نبريشة في العصر الأندلسي هو سليمان بن محمد بن عبد الملك الشذوني.

## أعلام
- بينيتو إراولا زامبرانو
- أنطونيو دي نبريخا
- خوان دياز دي سوليس
- خوان بينيا
- خوان رامون لوبيز كارو

## وصلات خارجية
- الموقع الإلكتروني